# Gert (Samson en Gert)
Gert is een personage uit de kinderserie Samson en Gert. Hij wordt gespeeld door Gert Verhulst.
Samen met zijn hond Samson is Gert de hoofdpersoon uit de serie. Ze wonen in de Dorpsstraat 101 van een dorp waarvan de naam niet bekend is. De deurbel van het huis van Samson en Gert doet het niet, waardoor iedereen die op visite komt aan moet kloppen. De eerste zin van bezoekers is steevast Ik moest kloppen want de bel doet het niet. Aanvankelijk hadden Samson en Gert een Nederlandse buurman genaamd Joop Mengelmoes, die in de eerste aflevering de bel trachtte te herstellen. Dit mislukte en sindsdien is de kapotte bel niet vervangen.
Gert is het enige volwassen personage in de reeks dat geen beroep lijkt te hebben, al wordt dit nooit zo vermeld. Dit komt omdat in de eerste seizoenen tussen de verhaallijnen door jeugdseries werden aangekondigd en vertoond, er was ook directe interactie met de kijker. Gert had aanvankelijk dus wel het beroep van presentator. Hij komt over als een vrij intelligente man, en lijkt ook het meest verstandige personage in de serie. Gert weet regelmatig uitkomst te bieden bij problemen, of ruzies tussen andere personages op te lossen en hen weer bij elkaar te brengen. Hij weet zijn vrienden en Samson geregeld op hun fouten te wijzen en kan daarin betweterig en een tikkeltje zelfvoldaan zijn, maar wel altijd loyaal en behulpzaam. Gert is verliefd op Marlèneke, maar moet in de weg naar haar hart steeds weer trachten op te boksen tegen de succesvolle carrièreman Jean-Louis Michel. Hij noemt zijn liefdesrivaal steevast een "prullenvent" en kan het niet uitstaan wanneer iemand diens naam uitspreekt. Hoewel Gert weigert dit in te zien, gaat Marlènes voorkeur naar Jean-Louis Michel uit en gebruikt ze Gert enkel wanneer Jean-Louis Michel geen tijd voor haar kan vrijmaken of wanneer er vervelende klusjes moeten worden opgeknapt. 
Gert spreekt Albert Vermeersch altijd aan met "Albert", tot grote ergernis van Albert, die als Albertó aangesproken wil worden.
Wanneer Gert iets vervelends meemaakt spreekt hij steevast de catchphrases Ja, lap zeg! en 't Is niet waar hè?! uit.
In april 2019 kondigde Gert Verhulst aan dat hij zou gaan stoppen met het spelen van het personage Gert in de serie. Zijn dochter Marie Verhulst heeft het stokje van hem overgenomen.

## Familie
- Gert heeft een nicht die Heidi heet. Heidi woont in Tirol waar ze een jodelaarsschool heeft. Heidi deed mee in de videoclip 'Bij Heidi in Tirol' en in de aflevering De tiroleravond (1994). Zij werd vertolkt door Anick Van Dam.
- Tante Erika, woont in Hollywood en is getrouwd met een Amerikaan.
- Achterneef Bob (Peter Van De Velde) die ook in Amerika woont.
- Tante Hortensia (Assunta Geens), een vervelend mens dat de hele tijd zeurt en Gert belachelijk maakt en vernedert tegenover zijn vrienden.
- In de aflevering Ome Jeroen en tante Veronique (1997) zouden zijn Oom Jeroen en Tante Veronique komen.
- In de aflevering Alberto speelt viool (1999) komt Oom Heliodoor langs, die een goed violist is. Dit personage werd vertolkt door Harry De Peuter.
- Ome Jaap en een Tante Clara, zo blijkt uit het liedje Ome Jaap op het album De Wereld is Mooi uit 2001.
- In de aflevering De parachutisten (1997) vertelt Gert dat zijn grootvader een heel goede parachutist was.
- In de kerstspecial huldigt iedereen Gerts Grootoom Jan (Luk D'Heu).

## Trivia
- Gert zingt in het lied Niet ver weg uit 1991 van En als het even regent, trek dan niet meteen een zuur gezicht... En wat later ook van Wij gaan niet naar Mexico, wij zitten lekker aan de kust.... Acht jaar later, in 1999, zingt hij in het lied  Mexico echter exact het tegenovergestelde: Het was weer ongelooflijk regenweer, en ik zei een beetje kwaad: ik wil geen modderige wegen meer, ik wil een zonniger klimaat... en wat later van In het mooie Mexico. We zitten lekker aan de zee....
- Gert draagt sinds  januari 1997 gebruikelijk een blauwe jeans en een rood hemd met lange mouwen. Voordien verscheen Gert in bijna iedere aflevering met een ander hemd. Op de Samson en Gert Kerstshow verschijnt hij in een smoking en op de zomershows heeft hij een bruine short met een paars/blauw hemd.
- Gert heeft een auto, namelijk een rode Citroën 2CV. Hij springt blijkbaar zuinig om met deze wagen, aangezien in veel afleveringen waarin hij ergens heen moet, de verklaring: "Ja, maar dat is veel te ver lopen!" terugkomt. Ook toen Octaaf De Bolle de motor van zijn bestelwagen opblies in de aflevering Het strand, was het blijkbaar geen optie de geplande uitstap met Gerts wagen voort te zetten.
- Gert is in de serie linkshandig, maar in de strips juist rechtshandig.
- Gert verjaart op 24 januari.